# Еміль Мозеллі
Емі́ль Мозеллі́ (справжнє ім'я Емі́ль Шене́н — фр. Émile Moselly, Émile Chénin, * 12 серпня 1870, Париж, Франція — † 2 жовтня 1918, похований в Шодне-сюр-Мозель) — французький письменник, лауреат Ґонкурівської премії (1907).

## Біографія
Еміль Мозеллі (Шенен) народився в Парижі, в Національній бібліотеці Франції, де його батько працював сторожем. З 1874-го Еміль проживав у Лотарингії, в місті Шодне-сюр-Мозель, звідки походив увесь його рід.
1891 року Шенен закінчив ліцеї у Нансі й вступив на літературний факультет Ліонського університету, який закінчив у 1895. Вчителював у школах Монтобана, Орлеана (його учнем був, зокрема, Моріс Женевуа), а потім у паризькому ліцеї імени Вольтера й у ліцеї імени Пастера в Нейї-сюр-Сен. Разом із Шарлем Пеґі він був серед перших авторів двотижневика Cahiers de la Quinzaine (цей журнал заснував Пеґі в 1901-му). Опублікувавши 1902 року «Братерський світанок», Еміль узяв собі псевдонім «Мозеллі», під яким писав до кінця життя.
Творив Мозеллі переважно на теми життя в Лотарингії, де часто бував у батьківському будинку в Шодне-сюр-Мозель. 1907 року він здобув Ґонкурівську премію за романи «Жан де Бребі, або Книжка злиднів» і «Землі Лотарингії».
2 жовтня 1918 року письменник раптово помер від серцевого нападу між станціями Кемпер і Лор'ян, повертаючись поїздом Кемпер — Париж із відпочинку в Плобанналеку-Лесконілі. Мозеллі тимчасово поховали в Лор'яні, а 9 жовтня 1919 перепоховали в Шодні-сюр-Мозель. На його будинку в цьому місті (вулиця воєначальника Фіатта) поміщено меморіальну таблицю.
1949 року журнал Études touloises («Етюд тулуаз») заснував щорічну премію імени Еміля Мозеллі за прозаїчні твори на тематику, пов'язану з Лотаринґією.
2007 року архів (рукописи й коректурні відбитки) Еміля Мозеллі його родина передала Муніципальній бібліотеці міста Нансі.
Син Еміля Мозеллі — французький художник Жермен Шенен-Мозеллі (*1902 — 1950).

## Твори
- L'Aube fraternelle, 1902 — «Братерський світанок»
- Jean des Brebis ou le livre de la misère, 1904 — «Жан де Бребі, або Книжка злиднів»
- Les Retours, 1906 — «Повернення»
- Terres lorraines, 1907 — «Землі Лотарингії»
- La Vie Lorraine, 1907 — «Життя Лотарингії»
- Le Rouet d'ivoire : enfances lorraines, 1907 — «Прялка із слонової кістки: лотаринзьке дитинство»
- Joson Meunier : histoire d'un paysan lorrain, 1910 — «Жосон Меньє: історія лотаринзького селянина»
- Lucien Descaves, 1910 — «Люсьєн Декав»
- Fils de gueux, 1910 — «Син жебрака»
- Georges Sand, 1911 — «Жорж Санд»
- La Houle, 1913 — «Брижі»
- Le Journal de Gottfried Mauser, 1915 — «Щоденник Ґотфріда Маузера»
- Nausicaa, 1918 — «Навсікая»
- Contes de guerre pour Jean-Pierre, 1918 — «Казки про війну для Жана-П'єра»
- Les Étudiants, 1919 — «Студенти»
- Les Grenouilles dans la mare, 1920 — «Жаби в калюжі»

## Нагороди і відзнаки
- Ґонкурівська премія (1907)

## Відзначення пам'яті
- Премія імени Еміля Мозеллі (1949)
- Меморіальна таблиця в Шодне-сюр-Мозель
- Іменем Мозеллі названо початкову й середню школи в Парижі - відповідно №№ 4 і 6 на вулиці Іноземного легіону
- Іменем Мозеллі названо вулиці у французьких містах Шодне-сюр-Мозель, Нансі, Ессе-ле-Нансі, Фоль, Епіналь